# Duo Praxedis
Das Duo Praxedis ist ein Klavier-Harfe-Duo aus der Schweiz, das sich aus Praxedis Hug-Rütti an der Harfe und ihrer Tochter Praxedis Geneviève Hug am Klavier zusammensetzt. Es verfolgt die Mission, Schätze aus der Blütezeit der Hausmusik fürs 21. Jahrhundert zu erschließen.

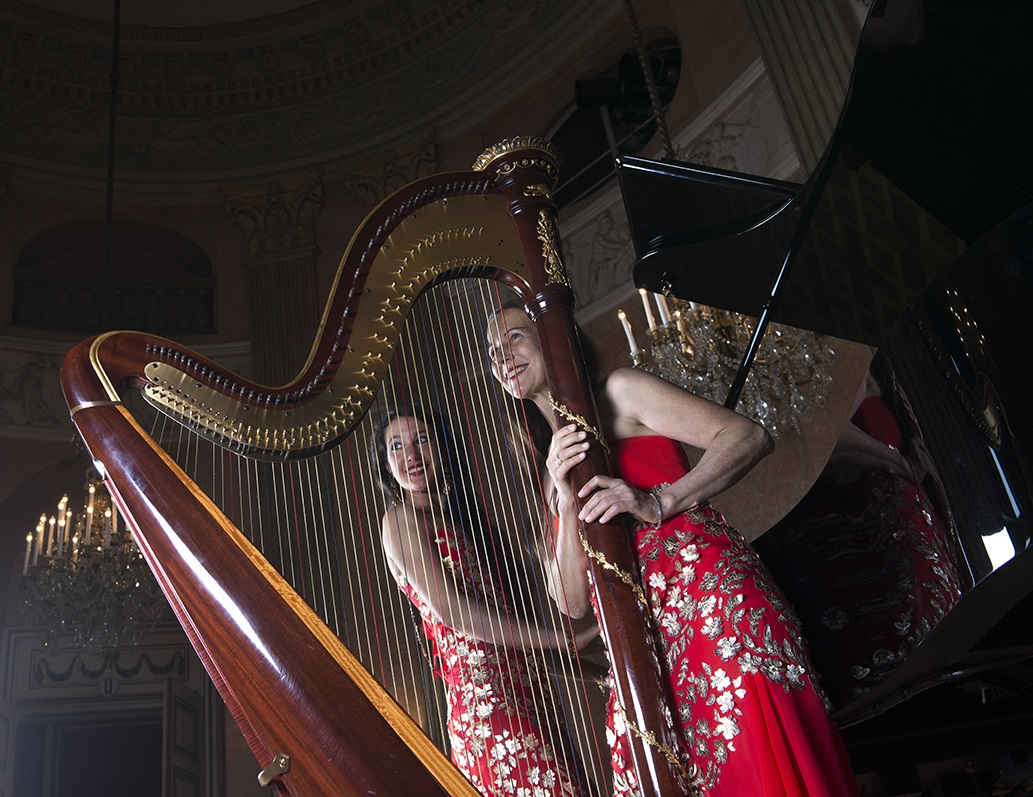
Das Duo Praxedis

## Werdegang
Der Ursprung des Duo Praxedis geht auf das Jahr 1996 zurück, als sie angefragt wurden, Bachs Doppelkonzert in der Besetzung Harfe und Klavier mit Orchester aufzuführen.
Ab 2010 intensivierte sich die Zusammenarbeit. Das Mutter-Tochter Duo trat unter dem Namen Duo Praxedis auf und gibt jedes Jahr ungefähr 40 Konzerte in der Schweiz und im Ausland und lenkten somit Interesse der internationalen Presse auf sich.
Auftritte erfolgten in der Tonhalle Zürich, im Kultur- und Kongresszentrum Luzern, in der Musikhalle Hamburg oder der Sala Mozart in Bologna. Weiter gaben sie Konzerte beim Festival Esterházy in Eisenstadt, beim Gstaad Menuhin Festival und beim Engadin-Festival (2013, 2014, 2015).

## Repertoire
Das Duo Praxedis hat z. B. Originalwerke von Olivia Dussek, Joseph Wölfl, François-Adrien Boieldieu, Alessandro Rolla, Ambroise Thomas, Federigo Fiorillo, Johann Nepomuk Hummel, François-Joseph Naderman, Friedrich Kalkbrenner, Ignaz Josef Pleyel, Claude Debussy, Camille Saint-Saëns oder Maurice Ravel aufgenommen.
Weiterhin widmet sich das Duo auch Werken der Romantik wie Brahms’ Ungarische Tänze, wofür sie von der Kritik gelobt wurden-
Das Duo erweitert sein Repertoire mit Bearbeitungen für Harfe und Klavier sowie Kompositionsaufträgen an zeitgenössische Komponisten: Da es nur aus der Frühklassik Originalkompositionen für Harfe und Klavier gibt, arrangieren sie seit 2011 selber Werke, die ursprünglich für 2 Klaviere oder Klavier vierhändig geschrieben wurden, für ihre Instrumente. Zudem vergeben sie Kompositionsaufträge für die Kombination Harfe und Klavier. So entstand eine Weltneuheit mit der Schaffung des Doppelkonzertes von Olivier Waespi, 2014 uraufgeführt in der Tonhalle Zürich und weitere Auftragskompositionen von Daniel Fueter, Carl Rütti, Fabian Müller und Alfred Zimmerlin.
Das Duo veröffentlichte zahlreiche Alben mit Kompositionsbearbeitungen wie z. B. die Sonate D-Dur KV 448 (375a) für 2 Klaviere von Mozart, Johann Strauss’ Fledermaus und Franz Schubert Militärmarsch (alle drei auf Moschulast bei Preiser Records) und die vollständigen Ungarischen Tänze von Brahms (21 Hungarian Dances bei paladino music).
Weiter widmet sich das Duo der zeitgenössischen Musik aus der Schweiz. Mit dem Album Sound of Zürich präsentieren die Künstlerinnen Werke von Zürcher Komponisten innerhalb der Schweiz.
2015 erschien original Classics mit Originalwerken für Harfe und Klavier des späten 18. Jahrhunderts. Das Album wurde von Print- und Online-Magazinen rezensiert, u. a. von Concerti, dem online-Blog HarpColumn oder Planet Hugill.
Die Musikerinnen, die für jedes Projekt eigens neue Kleider entwerfen, veröffentlichten zu Beginn des pandemiebedingten Shutdown 2020 bei IDAGIO als Stream exklusiv ein Album zum Stoff aus dem die Träume sind. Das Mutter-Tochter-Duo führt auf diese Weise mit modernsten Mitteln in die Welt der kleinen Landschlösser von Autorinnen wie Jane Austen und Serien wie Downton Abbey ein.
Zudem veröffentlichte das Duo das komplette Œuvre des komponierenden Hofharfenisten von Queen Victoria, John Thomas, in einer vierteiligen Serie beim britischen Label Toccata.

## Diskographie
- 2020: Dreaming, Idagio
- 2019: Carl Rütti Works for Harp & Piano, Ars Produktion
- 2018: Histoires, Ars Produktion
- 2017: Grand Duet, Ars Produktion
- 2016: From Praxedis With Love, Paladino
- 2015: Original Classics, Paladino
- 2015: Russian Souvenirs, Paladino
- 2014: Brahms. 21 Hungarian Dances, Paladino
- 2014: Sound of Zurich, Guildmusic
- 2013: Romantik und Avantgarde, Unit Records
- 2013: Carl Rütti: Works for Piano and Harp, Guildmusic
- 2013: Moschulast, Preiser Records